# A Confissão
L'aveau (bra/prt: A Confissão) é um filme franco-italiano de 1970, dos gêneros suspense e drama biográfico, realizado por Constantin Costa-Gavras, baseado em romance de Artur London.
O filme conta as memórias de Arthur London, um político checoslovaco, e obteve um poder de convicção intenso e penoso devido à identificação do protagonista Yves Montand no desempenho do seu papel. Um epílogo onde foi posto um fim totalitário à Primavera de Praga, coloca acontecimentos em perspectiva desoladora.

## Sinopse
O político checoslovaco Arthur London é raptado por desconhecidos que, sem nenhuma forma de processo, tentam obrigá-lo, na base da tortura, a confessar uma traição ao partido.
A sua resistência quebra e durante um julgamento é considerado culpado, mas a sua esposa e os seus amigos conseguem amnistia decorridos cinco anos.

## Elenco
- Yves Montand
- Simone Signoret
- Gabriele Ferzetti
- Michel Vitold
- Jean Bouise
- Laszlo Szabo

## Legado
Em 2016, o filme foi mencionado por críticos da Operação Lava Jato, como Mauro Santayana.